# Filip Rejczyk
Filip Rejczyk (ur. 20 kwietnia 2006 w Stalowej Woli) – polski piłkarz występujący na pozycji pomocnika w GKS-ie Katowice.

## Sukcesy

### Legia Warszawa
- Puchar Polski: 2022/2023[4]
- Superpuchar Polski: 2023[4]

### Reprezentacyjne
- Mistrzostwa Europy U-17 (3. miejsce): 2023[3]